# Tragia polygonoides
Tragia polygonoides är en törelväxtart som beskrevs av David Prain. Tragia polygonoides ingår i släktet Tragia och familjen törelväxter.
Artens utbredningsområde är Elfenbenskusten. Inga underarter finns listade i Catalogue of Life.